# Immacolata et Concetta
Pour plus de détails, voir Fiche technique et Distribution.
Immacolata et Concetta (Immacolata e Concetta, l'altra gelosia) est un film italien réalisé par Salvatore Piscicelli, sorti en 1980, avec Ida Di Benedetto et Marcella Michelangeli dans les rôles principaux. Il s'agit du premier film de Salvatore Piscicelli,.

## Synopsis
Pour avoir tenté de prostituer une jeune fille mineure à Ciro, un bailleur auquel elle doit de l'argent pour la boucherie qu'elle gère, Immacolata (Ida Di Benedetto), épouse d'un maçon, Pascale, et mère de Lucia, une petite fille de 8 ans, est envoyée en prison, où elle rencontre Concetta (Marcella Michelangeli), une ouvrière agricole lesbienne condamnée pour avoir blessé d'un coup de revolver le mari d'une jeune femme qu'elle avait séduite.
Les deux femmes commencent une relation amoureuse qui se poursuit à leur sortie de prison, deux ans plus tard, malgré les préjugés de la population locale, les menaces dont elles sont victimes de Pascale et les difficultés à trouver un emploi.
Lucia se blesse, et Immacolata se rend en pèlerinage pour implorer la Vierge Marie. Elle trompe Concetta avec Ciro, rendant jalouse Concetta. Toutes deux s'installent à Naples, où Ciro a fourni une boucherie à Immacolata.
Immacolata se révèle être enceinte de Ciro, déclenchant une violente réaction de Concetta, bien qu'elle l'assure de son amour et promette d'avorter: un soir de pluie, Concetta tue Immacolata.

## Fiche technique
- Titre : Immacolata et Concetta
- Titre original : Immacolata e Concetta, l'altra gelosia
- Réalisation : Salvatore Piscicelli
- Scénario : Salvatore Piscicelli et Carla Apuzzo
- Photographie : Emilio Bestetti
- Montage : Roberto Schiavone
- Musique : Rudy Beytelman
- Décors : Giovanni Dionisi Vici
- Producteur : Enzo Porcelli
- Société de production : Antea Cinematografica
- Pays d'origine :  Italie
- Langue : Italien
- Format : couleur
- Genre : drame
- Durée : 90 minutes
- Dates de sortie : 
  - Italie : octobre 1980
  - France : 15 octobre 1980

## Distribution
- Ida Di Benedetto : Immacolata
- Marcella Michelangeli : Concetta
- Tommaso Bianco (it) : Ciro
- Lucio Allocca (it) : Pasquale
- Lucia Ragni : Antonietta
- Nina De Padova (it)
- Linda Moretti

## Distinctions

### Prix
- Léopard d'argent au festival international du film de Locarno en 1979
- Ruban d'argent de la meilleure actrice en 1980 pour Ida Di Benedetto